# Революционная улица (Салават)
Революционная улица — улица в Салавате. Расположена в посёлке Мусино.

## История
Застройка улицы началась в XIX веке. Улица застроена частными 1—2 этажными домами.

## Трасса
Революционная улица начинается от улицы Победы и заканчивается на Мусинской улице.

## Транспорт
По Революционной улице транспорт не ходит.